# Uma Mohan
Pour les articles homonymes, voir Mohan.
 (octobre 2024).
La mise en forme du texte ne suit pas les recommandations de Wikipédia : il faut le « wikifier ».
Les points d'amélioration suivants sont les cas les plus fréquents. Le détail des points à revoir est peut-être précisé sur la page de discussion.
- Les titres sont pré-formatés par le logiciel. Ils ne sont ni en capitales, ni en gras.
- Le texte ne doit pas être écrit en capitales (les noms de famille non plus), ni en gras, ni en italique, ni en « petit »…
- Le gras n'est utilisé que pour surligner le titre de l'article dans l'introduction, une seule fois.
- L'italique est rarement utilisé : mots en langue étrangère, titres d'œuvres, noms de bateaux, etc.
- Les citations ne sont pas en italique mais en corps de texte normal. Elles sont entourées par des guillemets français : « et ».
- Les listes à puces sont à éviter, des paragraphes rédigés étant largement préférés. Les tableaux sont à réserver à la présentation de données structurées (résultats, etc.).
- Les appels de note de bas de page (petits chiffres en exposant, introduits par l'outil «  Source ») sont à placer entre la fin de phrase et le point final[comme ça].
- Les liens internes (vers d'autres articles de Wikipédia) sont à choisir avec parcimonie. Créez des liens vers des articles approfondissant le sujet. Les termes génériques sans rapport avec le sujet sont à éviter, ainsi que les répétitions de liens vers un même terme.
- Les liens externes sont à placer uniquement dans une section « Liens externes », à la fin de l'article. Ces liens sont à choisir avec parcimonie suivant les règles définies. Si un lien sert de source à l'article, son insertion dans le texte est à faire par les notes de bas de page.
- La présentation des références doit suivre les conventions bibliographiques. Il est recommandé d'utiliser les modèles {{Ouvrage}}, {{Chapitre}}, {{Article}}, {{Lien web}} et/ou {{Bibliographie}}. Le mode d'édition visuel peut mettre en forme automatiquement les références.
- Insérer une infobox (cadre d'informations à droite) n'est pas obligatoire pour parachever la mise en page.

Pour une aide détaillée, merci de consulter Aide:Wikification.
Si vous pensez que ces points ont été résolus, vous pouvez retirer ce bandeau et améliorer la mise en forme d'un autre article.
Uma Mohan (née le 31 octobre 1966 à Chennai, Tamil Nadu) est une chanteuse indienne.

## Biographie
Uma Mohan est née à Chennai, dans le sud de l'Inde, et a grandi dans un environnement profondément imprégné de traditions musicales. Dès son plus jeune âge, elle a été initiée à la musique classique indienne par sa mère et gourou, P.L. Saraswathy Ram, figure renommée du sud de l'Inde. Elle a également reçu l'enseignement de son arrière-grand-père, Mahathma Sri Neelakanta Sivan, un saint éclairé de Padmanabhapuram, auprès duquel elle a appris de nombreuses compositions. Son père, un industriel de Chennai, a été une source d'inspiration et de force pour elle tout au long de son parcours musical.
Elle a achevé ses études au Rosary Matriculation School de Chennai, avant de poursuivre un master en commerce à l'Université de Madras.

## Musique
Mohan s'est fait connaître grâce à ses compositions musicales inspirées des écritures sanskrites et védiques. Sa musique combine harmonieusement le chant indien traditionnel, incluant des mantras et des textes anciens, avec des éléments plus modernes.

## Discographie

### Propres CD[Quoi ?]
- Moolamantra (2001)
- Chants sacrés pour la paix, la prospérité et l'illumination (2001)
- Moolamantra II (2002)
- Chants sacrés II pour le courage, la confiance et la joie illimitée (2002)
- Chants sacrés III pour le soulagement du stress, l'immunité et la longévité (2002)
- Chants divins de Ganesh (2004)
- Sons d'harmonie (2005)
- Amruthavarsha Shlokas sur Ganapathi, Guru et Navagraha (2005)
- Mantra Shanti (2006)
- Amruthavarsha III Shlokas sur Vishnu (2006)
- Chants divins de Mahalakshmi (2006)
- Chants divins de Shiva (2007)
- Dhan Laabh (2007)
- Kundalini - L'éveil des chakras (2008)
- Chants divins de Rudra (2008)
- Chants divins de Shakti (2008)
- Trishakti (2008)
- Chants divins du gourou (2009)
- La sagesse du Védanta (2009)
- Aadhya (2009)
- Chants d'unité (2009)
- Chants divins de Narayana (2010)
- Isha-le Seigneur (2010)
- Aadya-le début (2011)
- Chants divins de Tirupati Balaji (2011)
- Updanishads (2015)

### Collaborations
- Amruthavarsha II Shlokas sur Devi (2005)
- Disha - Une direction vers le succès (2005)
- Devi (2006)
- Amruthavarsha V Shlokas sur Shiva (2007)
- Or spirituel (2007)
- Lakshmi Ganesh (2007)
- Ganesh Bhakti (2007)
- Shiva Ganesh (2008)
- Lakshmi Narasimha (2008)
- Mahamantras pour Mahashakti (2008)
- Putumayo présente l'Inde (2009)
- Ganeshaya Dheemahi (2009)
- Mantras pour la paix (2009)
- Sagesse intemporelle (2009)
- Harmonie (2009)
- Mantras pour la paix (2009)
- Café Deva – Spirituellement mixte (2009)
- Griha Shanti Samriddhi Suraksha Vol : 1 (2010)
- Griha Shanti Samriddhi Suraksha Vol : 2 (2010)
- Histoire de l'Inde spirituelle Vol.1 (2010)
- Mahamantras (2010)
- Manah Shakti (2011)
- Diwali sacré (2011)